# British Aerospace
British Aerospace plc (BAe) — британський виробник літаків, боєприпасів і оборонних систем. Його головний офіс знаходився в Warwick House в аерокосмічному центрі Фарнборо у Фарнборо, Гемпшир. Створена в 1977 році, у 1999 році вона придбала Marconi Electronic Systems, дочірню компанію General Electric Company plc, що займається оборонною електронікою та морським суднобудуванням, і утворила BAE Systems.

## Історія
Компанія бере свій початок із «Закону про авіаційну та суднобудівну промисловість 1977 року», який передбачав націоналізацію та злиття British Aircraft Corporation, Hawker Siddeley Aviation, Hawker Siddeley Dynamics і Scottish Aviation. 29 квітня 1977 року нова організація була створена у Сполученому Королівстві як статутна корпорація.
Відповідно до положень Британського аерокосмічного акту 1980 року 1 січня статутну корпорацію було передано в компанію з обмеженою відповідальністю, яка потім була перезареєстрована як публічна компанія з обмеженою відповідальністю (англ. plc) під назвою «British Aerospace Public Limited Company» 2 січня. 1981. BAE була приватизована у два основні етапи, перший у лютому 1981 року, включаючи 51,6 % акцій компанії, під час публічного продажу підписалися 3,5 рази, а наприкінці першого дня торгів ціни на акції були на 14 % вищими за початкову пропозицію. Другий етап стався в травні 1985 року, під час якого було продано 48,4 % акцій; кількість підписок на цей продаж склала 5,4 рази, а ціна закриття першого дня була на 11 % вищою за початкову ціну пропозиції. Незважаючи на цю приватизацію, британський уряд зберіг золоту акцію вартістю 1 фунт стерлінгів, що дозволило йому накласти вето на іноземний контроль над правлінням чи компанією.

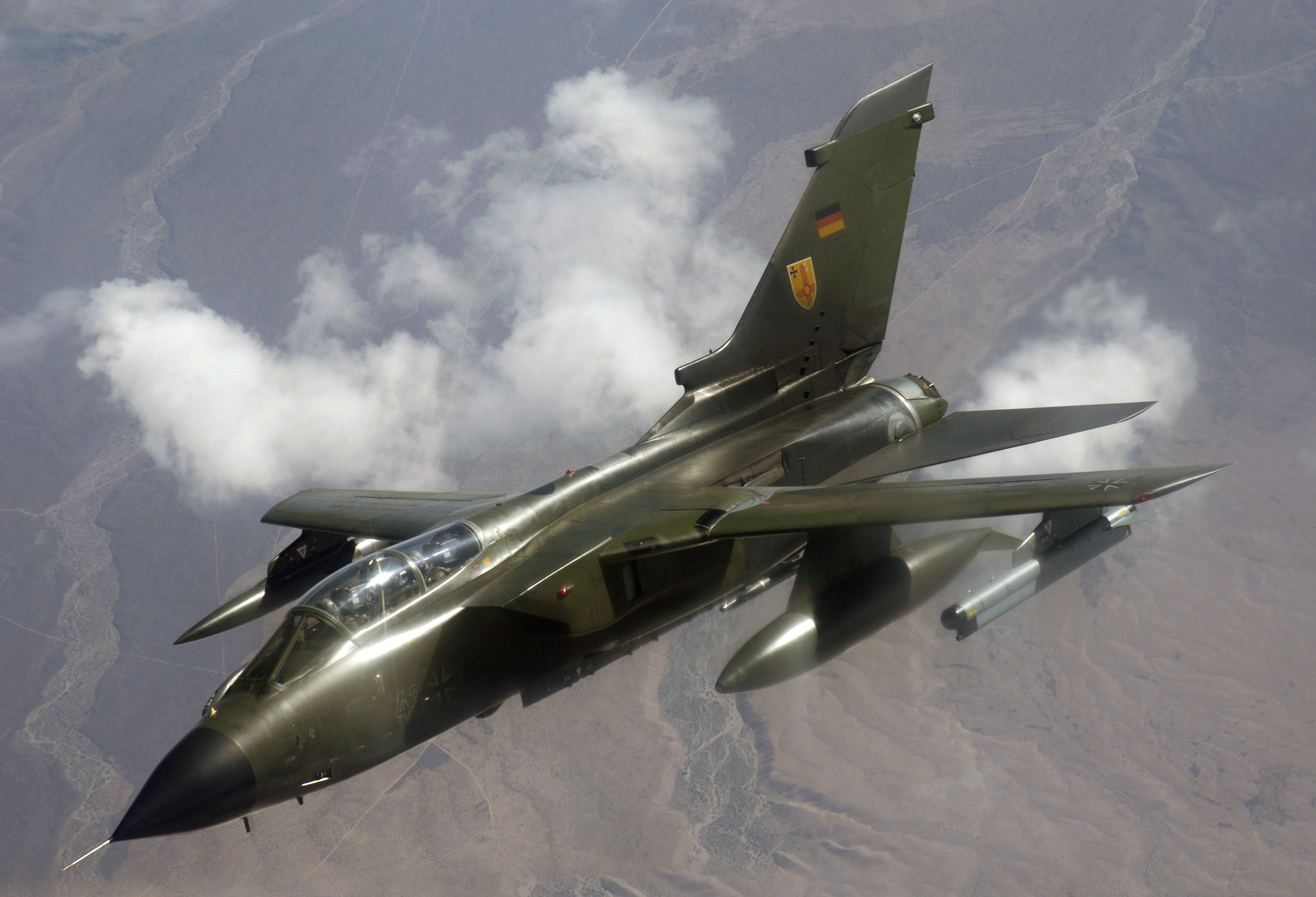
Tornado IDS ВПС Німеччини в польоті, 2007 рік

До створення British Aerospace її попередники брали участь у кількох авіаційних програмах. Scottish Aviation працювала над проектом 19-місного турбогвинтового авіалайнера, модернізованої версії Handley Page Jetstream. BAE продовжила розробку та запустила Jetstream 31 у виробництво після першого польоту прототипу в березні 1980 року. У той же час виробництво бізнес-джета HS 125 Hawker Siddeley, реактивного винищувача Harrier VTOL і турбогвинтового лайнера HS 748 продовжувалося під керівництвом BAE, а також короткочасний випуск реактивного авіалайнера Trident. Подібним чином тривало низьке виробництво реактивного авіалайнера BAC 1-11 і двомісного військового реактивного навчально штурмовика British Aircraft Corporation, а також культового надзвукового авіалайнера Конкорд.
29 липня 1976 року, менш ніж за рік до створення BAE, було підписано контракт на виробництво першої партії Panavia Tornado, перспективного винищувача-бомбардувальника, здатного нести ядерну зброю. Він був розроблений і виготовлений через багатонаціональну компанію Panavia Aircraft GmbH, в якій BAE була однією з кількох компаній, які брали активну участь. 10 липня 1979 року відбувся перший політ серійного літака Tornado. 5 і 6 червня 1979 року перші літаки були передані Королівським ВПС і ВПС Німеччини відповідно. 25 вересня 1981 року був доставлений перший італійський Tornado.
Tornado буде вироблятися у великій кількості, 500-й літак, який буде завершено, був доставлений до Західної Німеччини 19 грудня 1987 року. Виробництво Tornado завершилося в 1998 році, остання партія була доставлена Королівським ВПС Саудівської Аравії, які замовили в цілому 96 IDS Tornado. Авіаційний автор Джон Лейк зазначив, що «Консорціум Trinational Panavia виготовив трохи менше 1000 Tornado, що робить його однією з найуспішніших післявоєнних програм бомбардувальників».
У 1978 році BAE перезапустила BAe 146, короткомагістральний регіональний авіалайнер, над яким раніше працювала компанія Hawker Siddeley. Компанія продала його як тихий і економічний компактний авіалайнер з турбовентиляторним двигуном, який міг би замінити попереднє покоління фідерних літаків з турбогвинтовим двигуном. У 1982 році перший готовий літак здійснив свій перший політ. Після запуску в експлуатацію наступного року він був визнаний «найтихішим реактивним лайнером у світі». У 1993 році оновлена модель BAe 146, яку називають серією Avro RJ, замінила оригінальну; зміни включали заміну оригінальних турбовентиляторних двигунів Lycoming ALF 502 на турбовентиляторні двигуни LF 507 з більшою тягою, які були розміщені в перероблених гондолах . Серія Avro RJ також мала модернізовану кабіну з EFIS, яка замінила аналогові ADI, HSI та прилади двигуна. Виробництво Avro RJ завершилося поставкою останніх чотирьох літаків наприкінці 2003 року; загалом з 1993 по 2003 рік було поставлено 173 літаки Avro RJ.

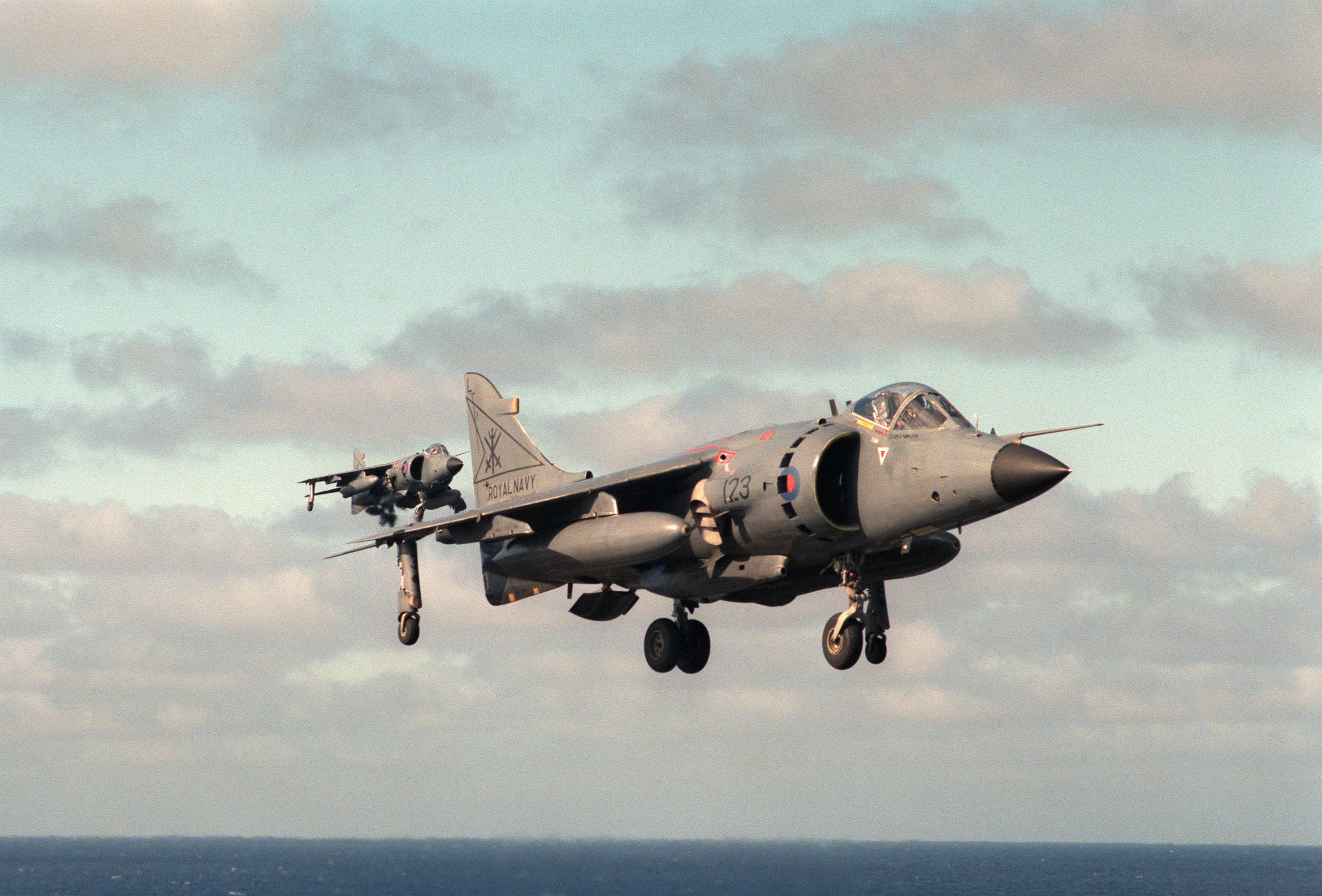
800 NAS Sea Harrier FRS1 від HMS Illustrious у схемі фарбування з обмеженою видимістю після Фолклендської війни.

Компанія BAe розробила кілька передових моделей сімейства Harrier. У 1978 році Королівський флот отримав перший BAe Sea Harrier початкового замовлення на 24. Sea Harrier був оголошений боєздатним через три роки, спочатку його поставили на перший авіаносець класу Invincible HMS Invincible і на старший HMS Hermes. Після їхньої вирішальної ролі у Фолклендській війні 1982 року деякі уроки, винесені з конфлікту, сформували нову програму модернізації флоту, затверджену в 1984 році, в результаті чого був Sea Harrier FRS.2 (пізніше відомий як FA2). Перший політ прототипу відбувся у вересні 1988 року, а в грудні того ж року був підписаний контракт на 29 модернізованих літаків. Sea Harrier FA2 був оснащений радаром Blue Vixen, який був описаний як одна з найдосконаліших імпульсних доплерівських радарних систем у світі.
У серпні 1981 року BAe та американський виробник літаків McDonnell Douglas підписали меморандум про взаєморозуміння щодо McDonnell Douglas AV-8B Harrier II. Згідно з цією угодою, BAe була фактично субпідрядником, а не повноправним партнером, отримуючи 40 відсотків частки роботи над планером у вираженні людино-годин. Виробництво відбувалося на підприємствах McDonnell Douglas у передмісті Сент-Луїса, штат Міссурі, а виробництво здійснювалося компанією BAe на підприємствах у Кінгстоні та Дансфолді в Сурреї, Англія. Варіант, закуплений для Королівських ВПС, який був відомий як BAe Harrier II, мав багато відмінностей, включаючи авіоніку, озброєння та обладнання; крило GR5 мало передню кромку з нержавіючої сталі, що надавало йому відмінні характеристики гнучкості від AV-8B. У грудні 1989 року перша ескадрилья Королівських ВПС, оснащена Harrier II, була оголошена боєздатною.
У 1979 році BAe офіційно приєдналася до багатонаціонального виробника літаків Airbus і придбала 20 % частки в підприємстві, цей крок фактично скасував рішення, прийняте десять років тому, згідно з яким уряд Великої Британії відмовився від підтримки консорціуму Airbus. Перший літак Airbus, A300, був отриманий з невеликим початковим попитом, але замовлення на авіалайнер піднялися наприкінці 1970-х років. До 1979 року консорціум мав 256 замовлень на A300, і Airbus випустила свій другий авіалайнер, A310, менш ніж за 12 місяців до офіційного приєднання BAe до консорціуму. З плином часу ставало зрозуміло, що Airbus більше не є тимчасовою кооперацією для створення єдиного дизайну відповідно до початкової місії; він став довгостроковим брендом для розвитку наступних літаків. Наприкінці 1980-х років почалася робота над парою нових широкофюзеляжних авіалайнерів, найбільших, які вироблялися на той момент під назвою Airbus; вони будуть випущені в 1990-х як Airbus A330 і Airbus A340.

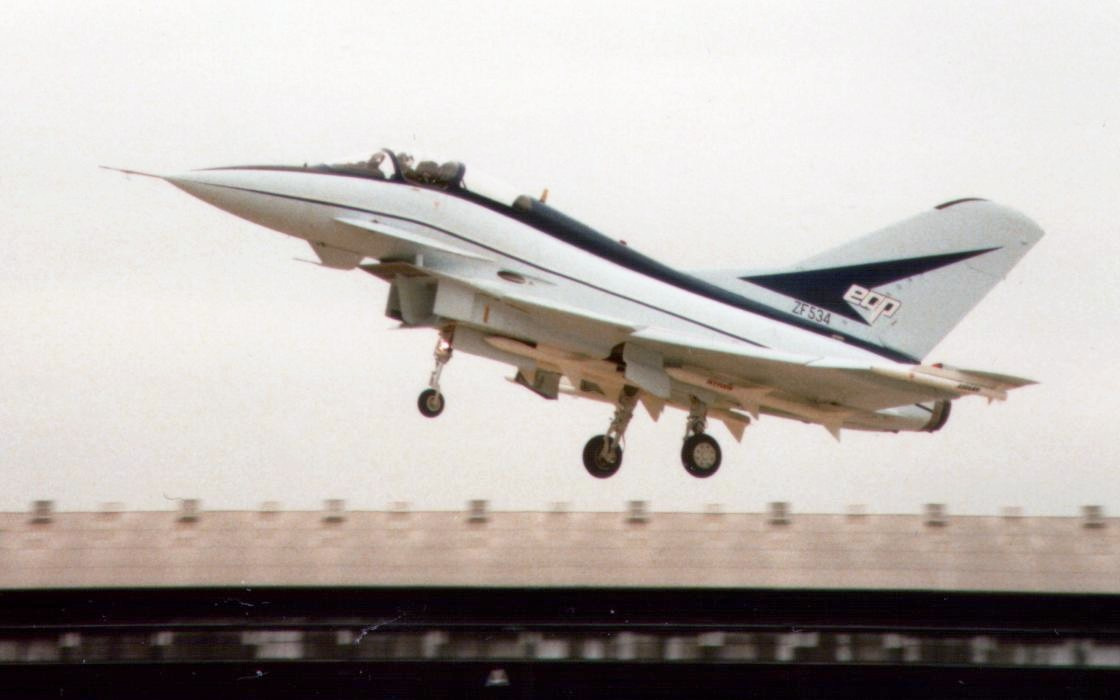
British Aerospace EAP на авіасалоні у Фарнборо, 1986 рік

Під час Паризької авіашоу 1983 року було оголошено про запуск експериментальної авіаційної програми (EAP) для розробки та польоту передового демонстратора технологій винищувача; на цьому етапі зусилля передбачалося як партнерство між Великою Британією та кількома її європейськими сусідами, включаючи Західну Німеччину та Італію. Літак, отриманий у результаті, British Aerospace EAP, зрештою був розроблений BAe як приватне підприємство; він ліг в основу багатонаціонального винищувача Eurofighter Typhoon. У 1986 році спільно з Alenia Aeronautica, CASA та DASA BAe створила Eurofighter GmbH для розробки та виробництва Eurofighter. Головний офіс багатонаціональної організації було засновано в Халбергмусі, Баварія, Німеччина. Перший політ прототипу Eurofighter відбувся в Баварії 27 березня 1994 року під керуванням головного льотчика-випробувача DASA Пітера Вегера. 30 січня 1998 року було підписано перший контракт на виробництво Eurofighter між Eurofighter GmbH, виробником двигунів Eurojet, і НАТО Eurofighter and Tornado Management Agency, організацією, створеною для управління закупівлями літаків.

## Продукти

### Виробництво літаків
- British Aerospace 125

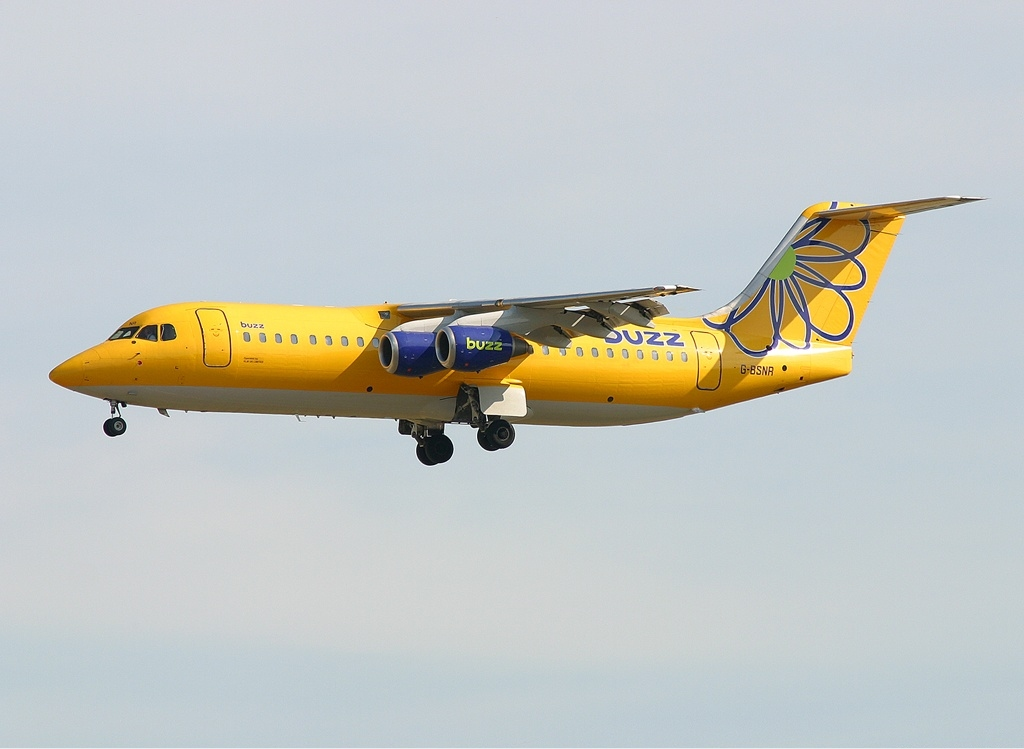
Літак BAe 146—300 компанії Buzz

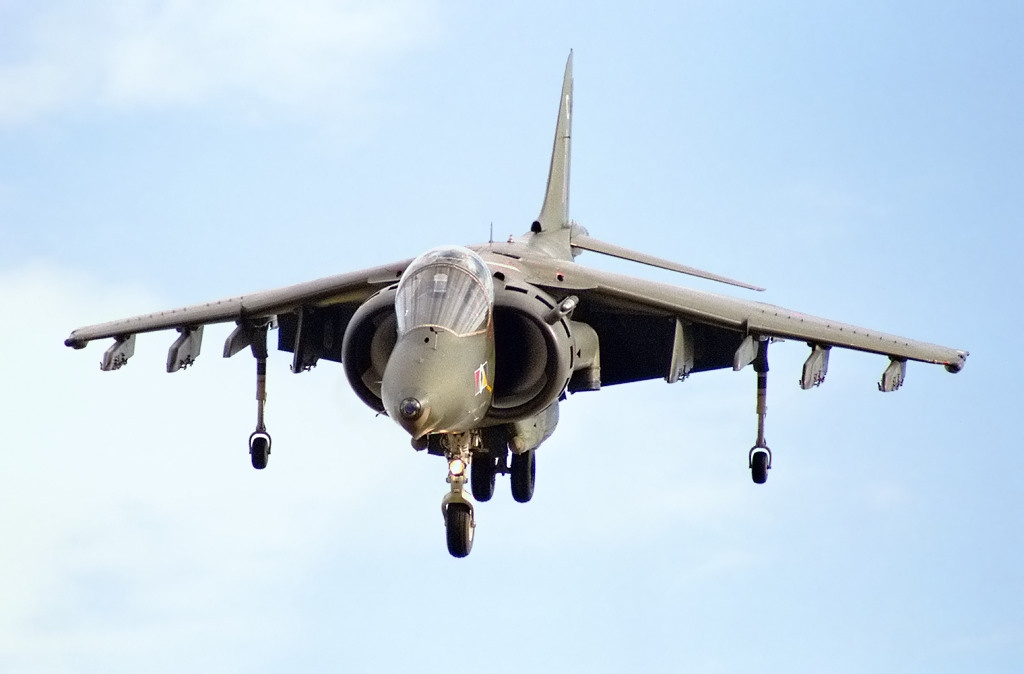
Harrier GR5

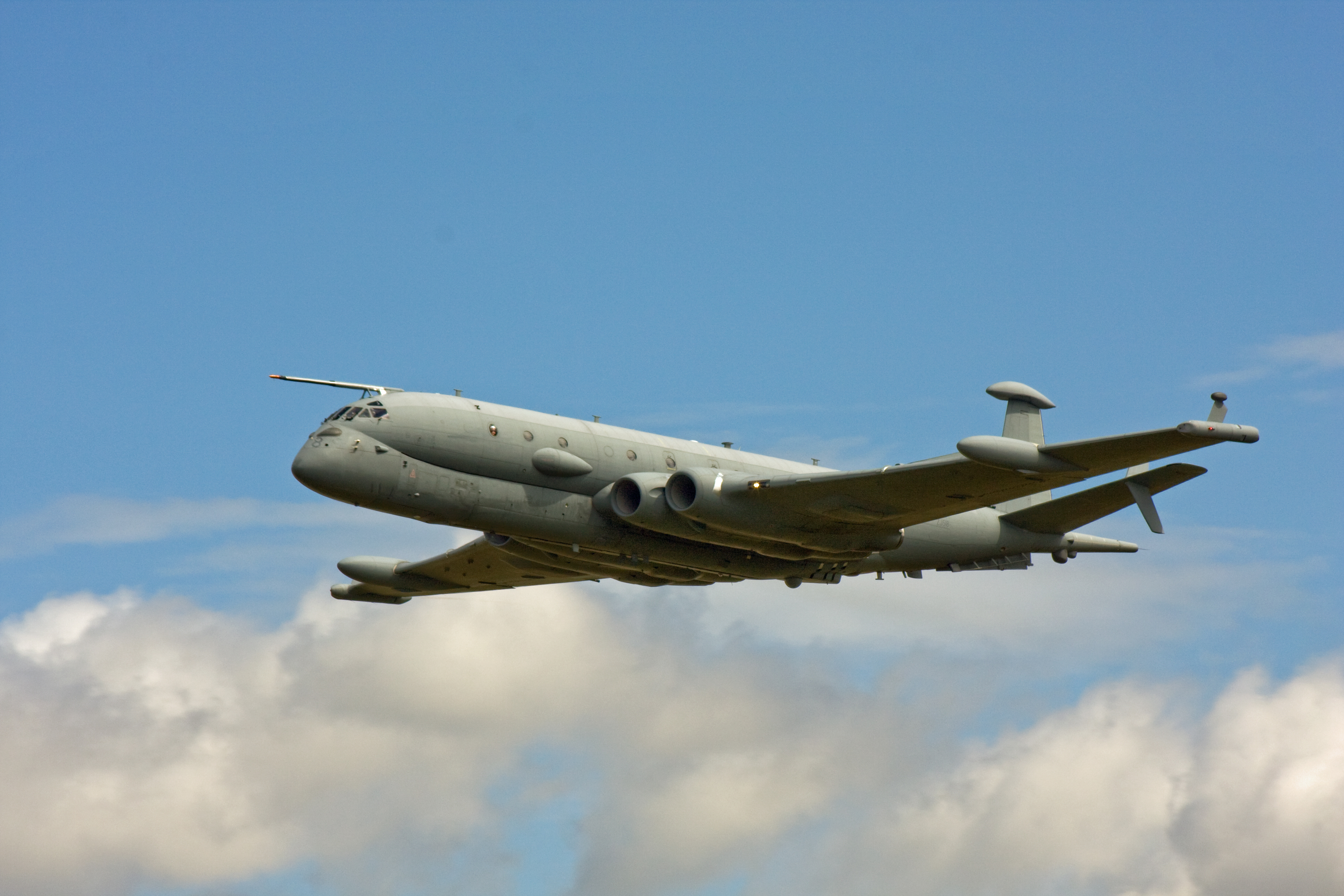
BAe Nimrod MRA4

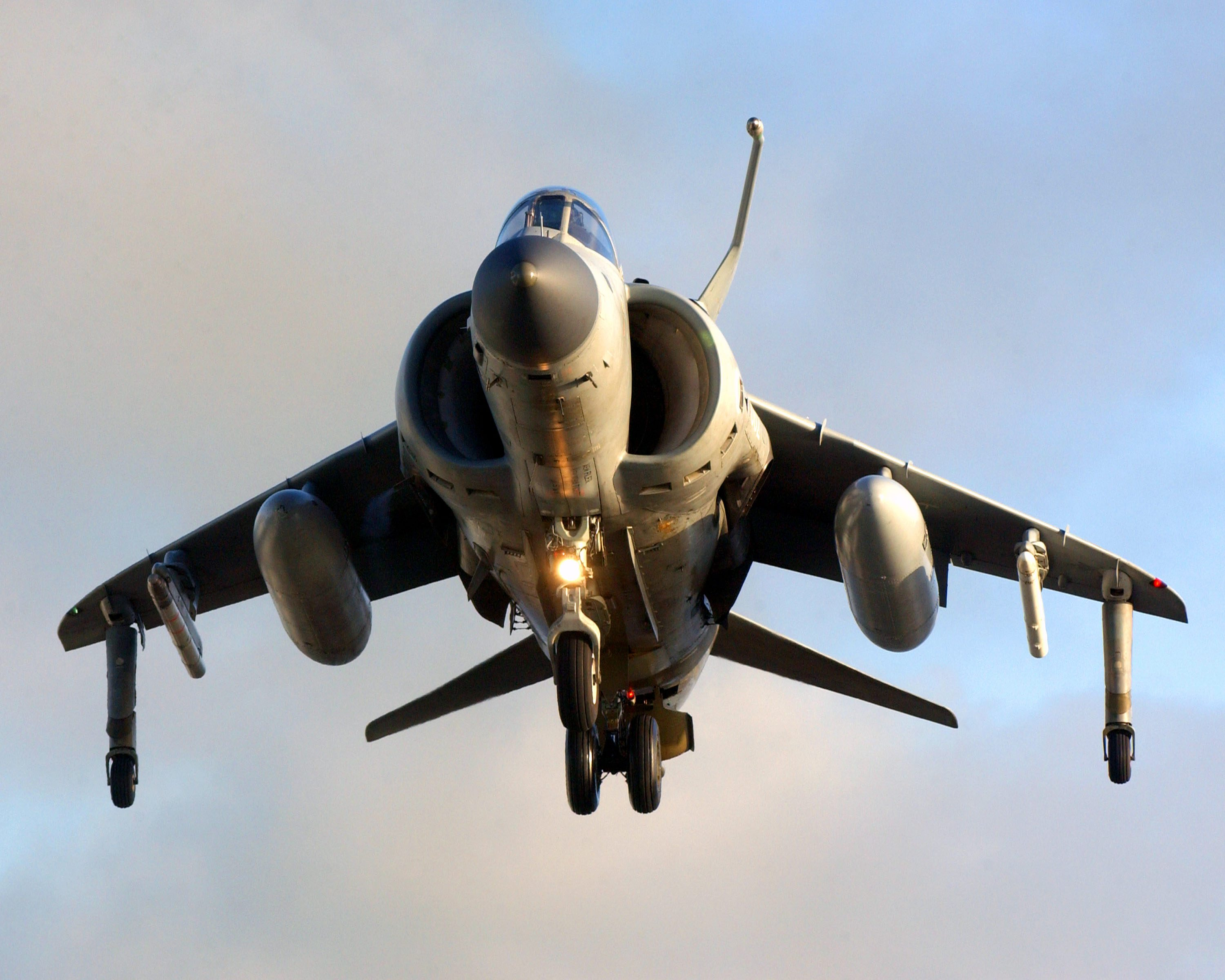
Sea Harrier FA2 зависає

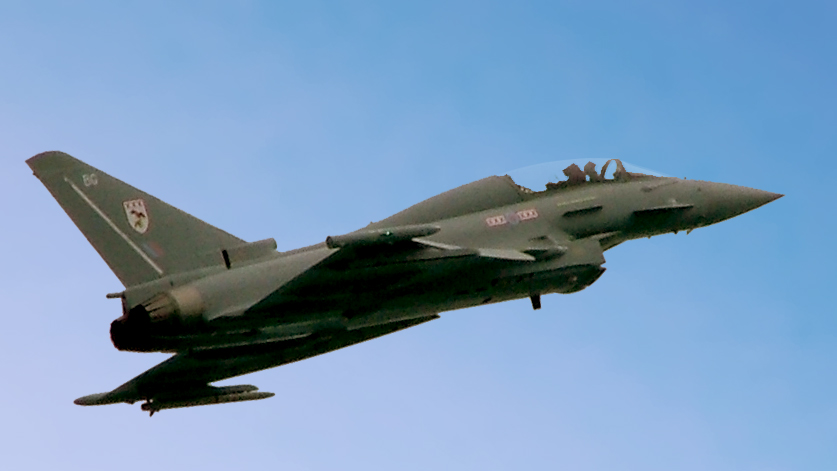
BAe побудувала дослідницький літак Eurofighter

- British Aerospace 146 (літаки серії −100, −200 і −300. Також включає серію Avro RJ)
- British Aerospace P.125
- British Aerospace P.1216
- British Aerospace ATP
- British Aerospace EAP
- British Aerospace Harrier II
- Британський аерокосмічний яструб
  - British Aerospace Hawk 200
- BAe Hawker 800
- British Aerospace Jetstream
- British Aerospace Jetstream 41
- British Aerospace Nimrod AEW.3
- BAE Nimrod MRA.4
- Репліка BAE
- British Aerospace Sea Harrier
- BAe / Aerospatiale Concorde
- BAe Avro 748
- BAe Авро вулкан
- BAC/BAe Strikemaster
- BAe Buccaneer
- BAe Канберра
- BAe Блискавка
- BAe Jetstream
- BAe Віктор
- Hawker / BAe Hunter
- Hawker / BAe Harrier
  - Стрибковий реактивний літак Harrier
- Hawker / BAe Nimrod
  - Hawker / BAe Nimrod R1
- BAe / Hawker Trident
- BAe Provost
- Макдоннел Дуглас / BAe HarrierII
- BAe / McDonnell Douglas Goshawk
- BAe / Saab Gripen
- BAe бульдог
- BAe Vickers VC10
- Єврофайтер Тайфун
- Панавія Торнадо
- Panavia Tornado ADV
- SEPECAT Jaguar

### Виготовлення крил авіалайнера
- Airbus A300
- Airbus A310
- Сімейство Airbus A320
- Airbus A330
- Airbus A340
- Airbus Beluga

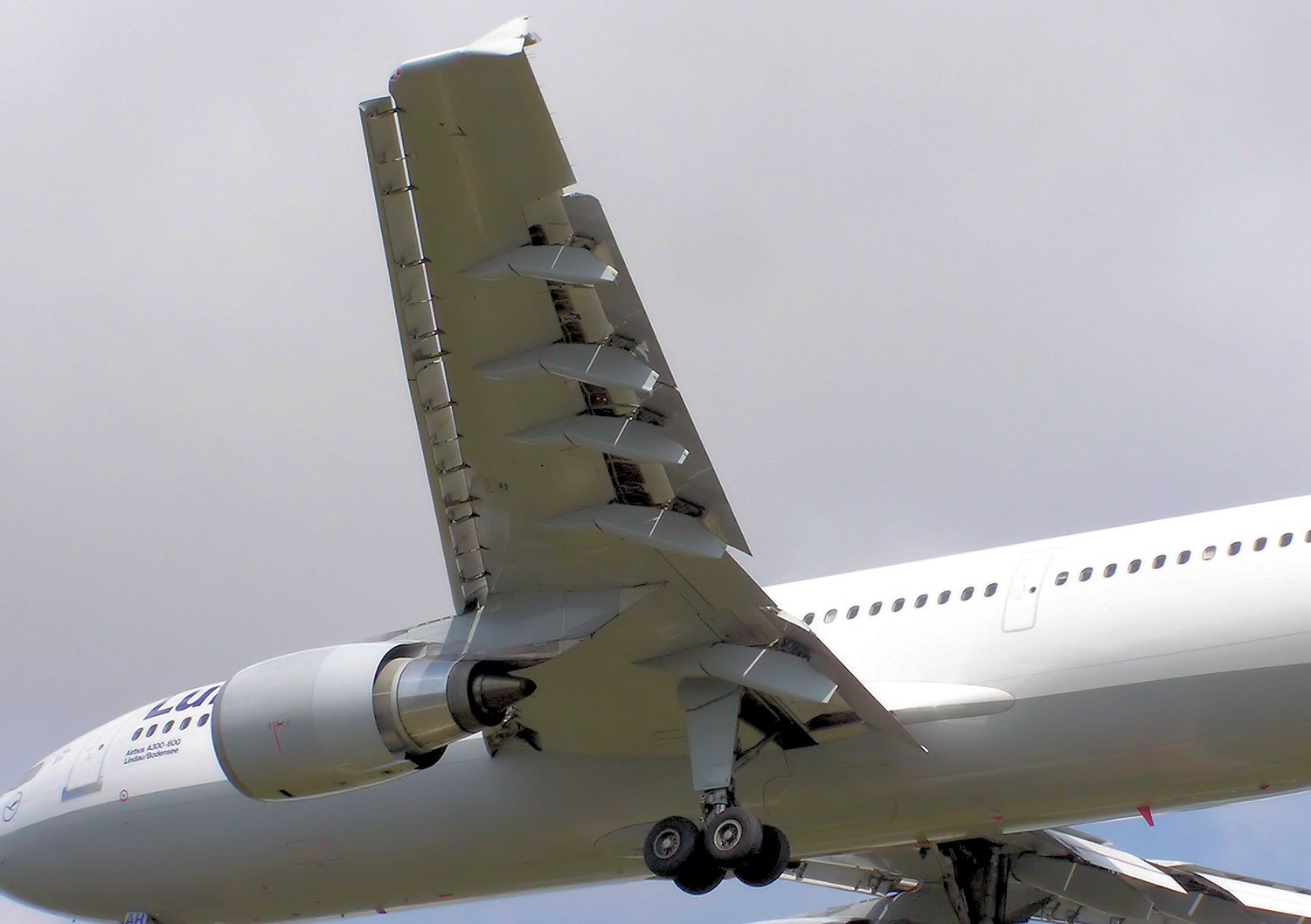
Приклад крила першої моделі Airbus A300

- Avion de Transport Supersonique Futur — проект

### Ракети

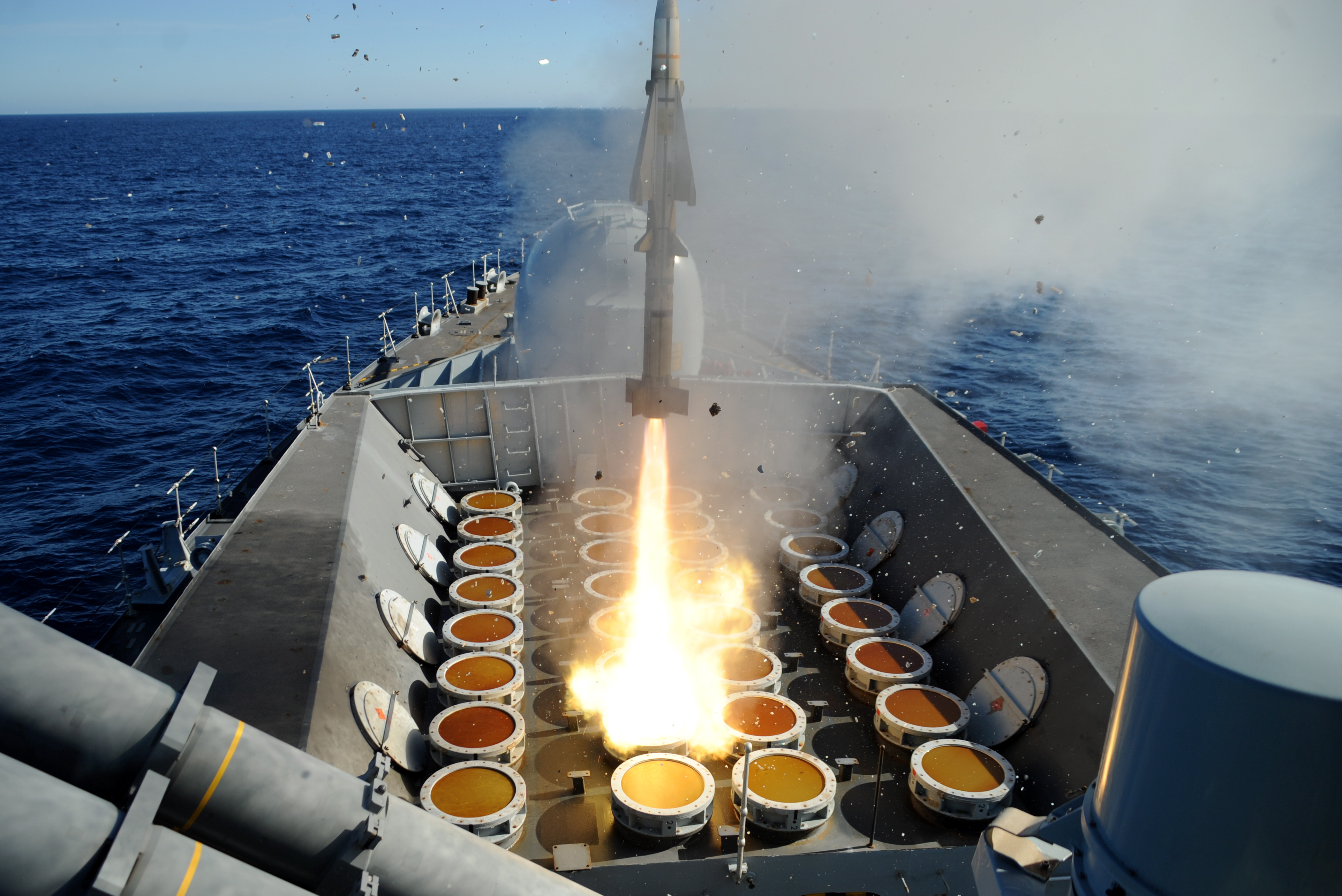
Вертикально запущена ракета Sea Wolf

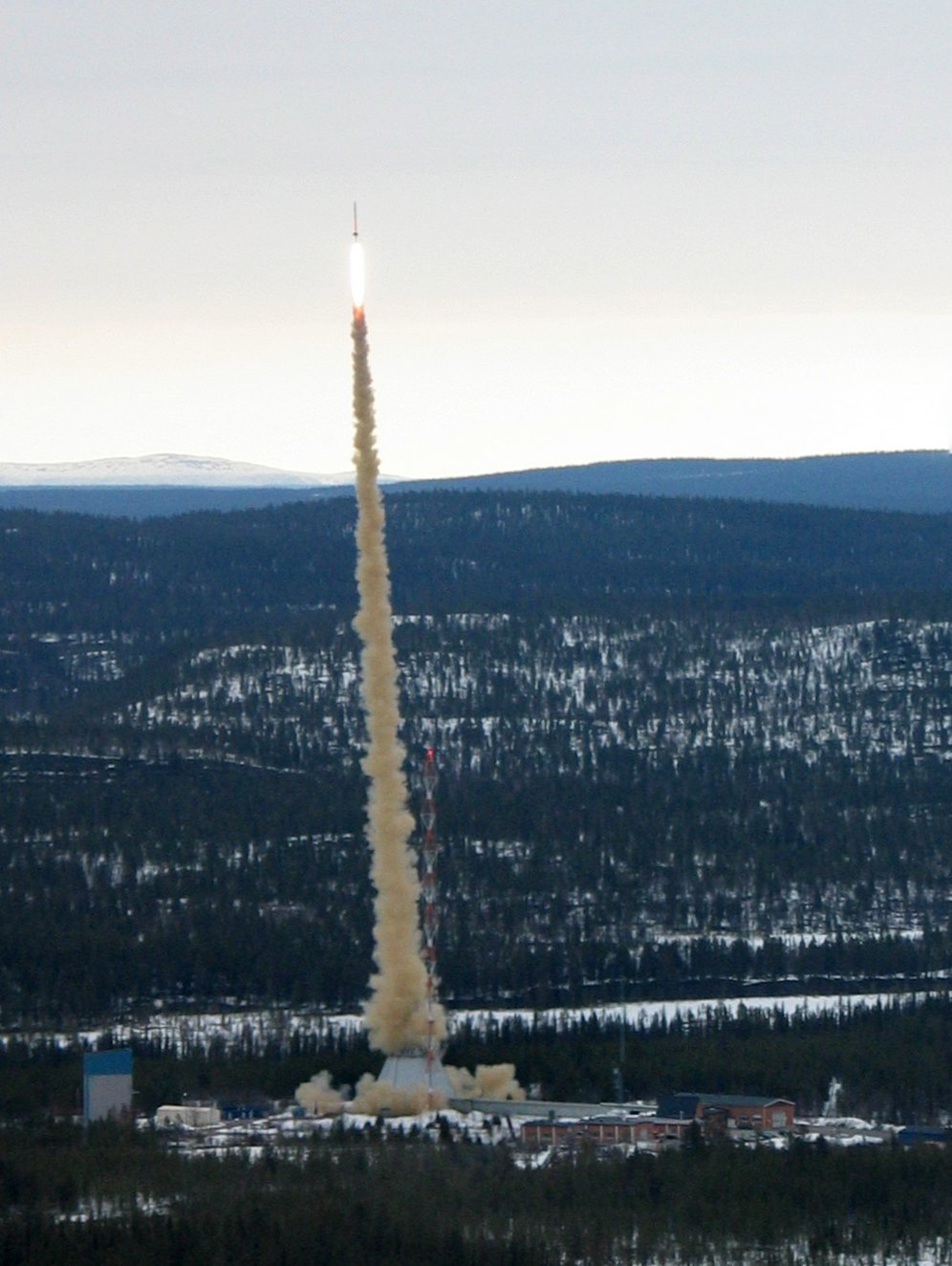
Звукова ракета Skylark

- ALARM
- Рапіра
- Морський дротик
- Морський орел
- Морський поморник
- Морський вовк
- Skyflash
- PAAMS
- Звукова ракета Skylark
- S225XR

### Безпілотні літальні апарати
- BAe Flybac
- BAE Systems Phoenix
- BAE SkyEye
- Б. Е. Стабіле

### Космічна техніка

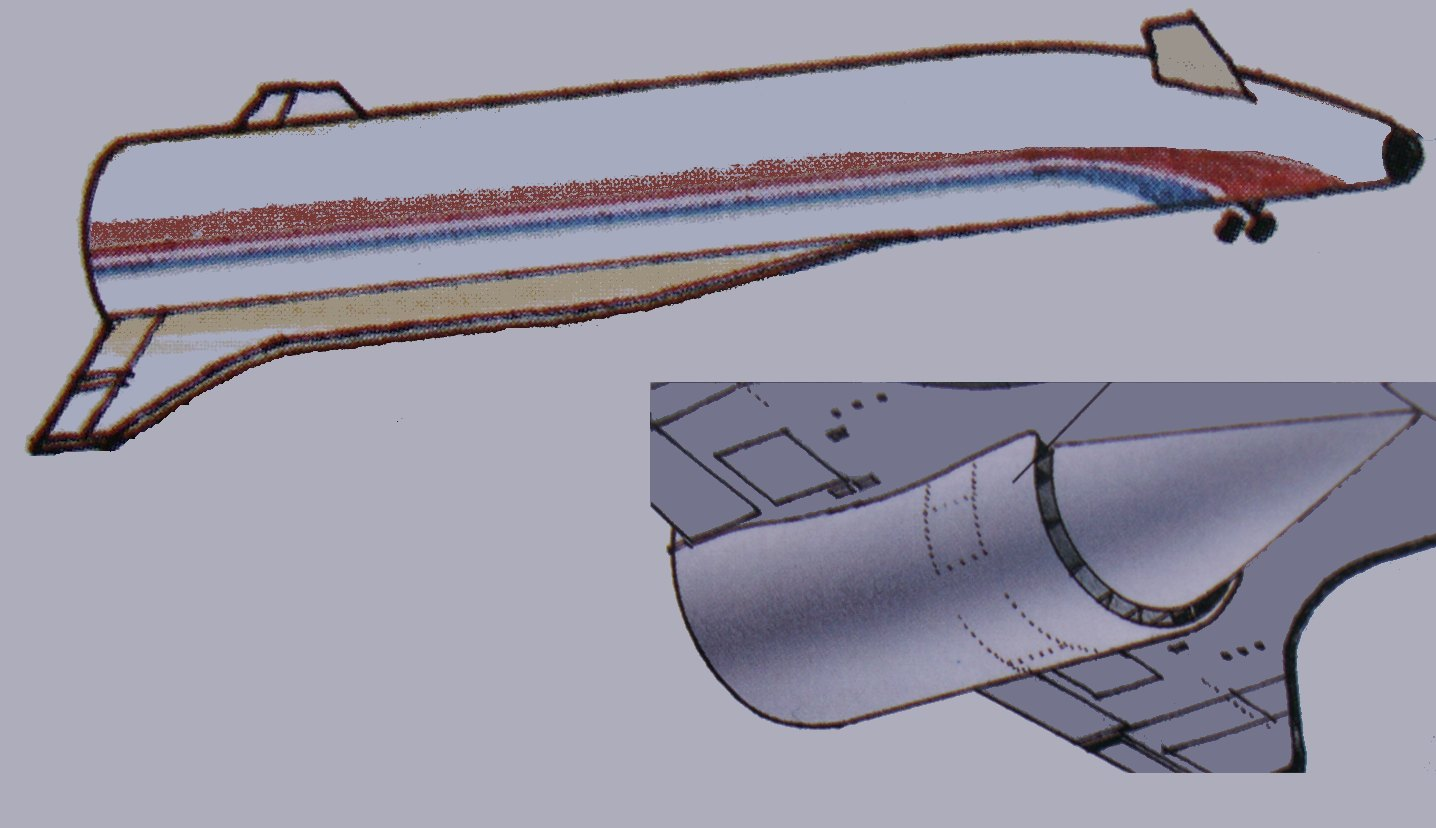
Художнє зображення HOTOL

- Зонд Джотто
- HOTOL
- Олімп-1
- Орбітальний тестовий супутник
- Skynet (супутники)

### Системи безпеки
- CONDOR Contraband DetectOR
- Вантажні рентгенівські системи

## Розслідування та критика корупції
Були твердження, що контракти з Al Yamamah були результатом хабарів («douceurs») членам королівської сім'ї Саудівської Аравії та урядовцям. Деякі звинувачення припускають, що син колишнього прем'єр-міністра Марк Тетчер міг бути замішаний; він рішуче заперечував отримання платежів або використання зв'язків своєї матері у своїх бізнес-операціях. Національна аудиторська служба перевірила контракти і досі не оприлюднила своїх висновків — це єдиний звіт НАО, який коли-небудь замовчували. BBC Newsnight зауважив, що дивно, що колись секретний звіт про будівництво штаб-квартири MI5 Thames House і MI6 Vauxhall Cross було оприлюднено, але звіт Al Yamamah все ще вважається надто делікатним. 
У документальному фільмі 2007 року "Ласкаво просимо на борт авіакомпанії Toxic Airlines " містилися докази того, що в 1999—2000 роках Сенат Австралії розслідував питання охорони здоров'я та безпеки польотів, пов'язані з випарами нафти на літаку British Aerospace 146. У фільмі також є промова австралійського сенатора про гроші, які BAe сплачує за мовчання щодо проблеми диму.